# Blair Underwood
Blair Erwin Underwood  (født 25. august 1964) er en amerikansk skuespiller og instruktør. Han spillede den egensindig advokat Jonathan Rollins på NBC juridiske drama L.A. Law i syv år. Han har modtaget to Golden Globe Award-nomineringer, tre NAACP Image Awards og en Grammy Award. I de senere år har han optrådt på The New Adventures of Old Christine, Dirty Sexy Money og In Treatment og i NBC's The Event.